# Super Bowl 50

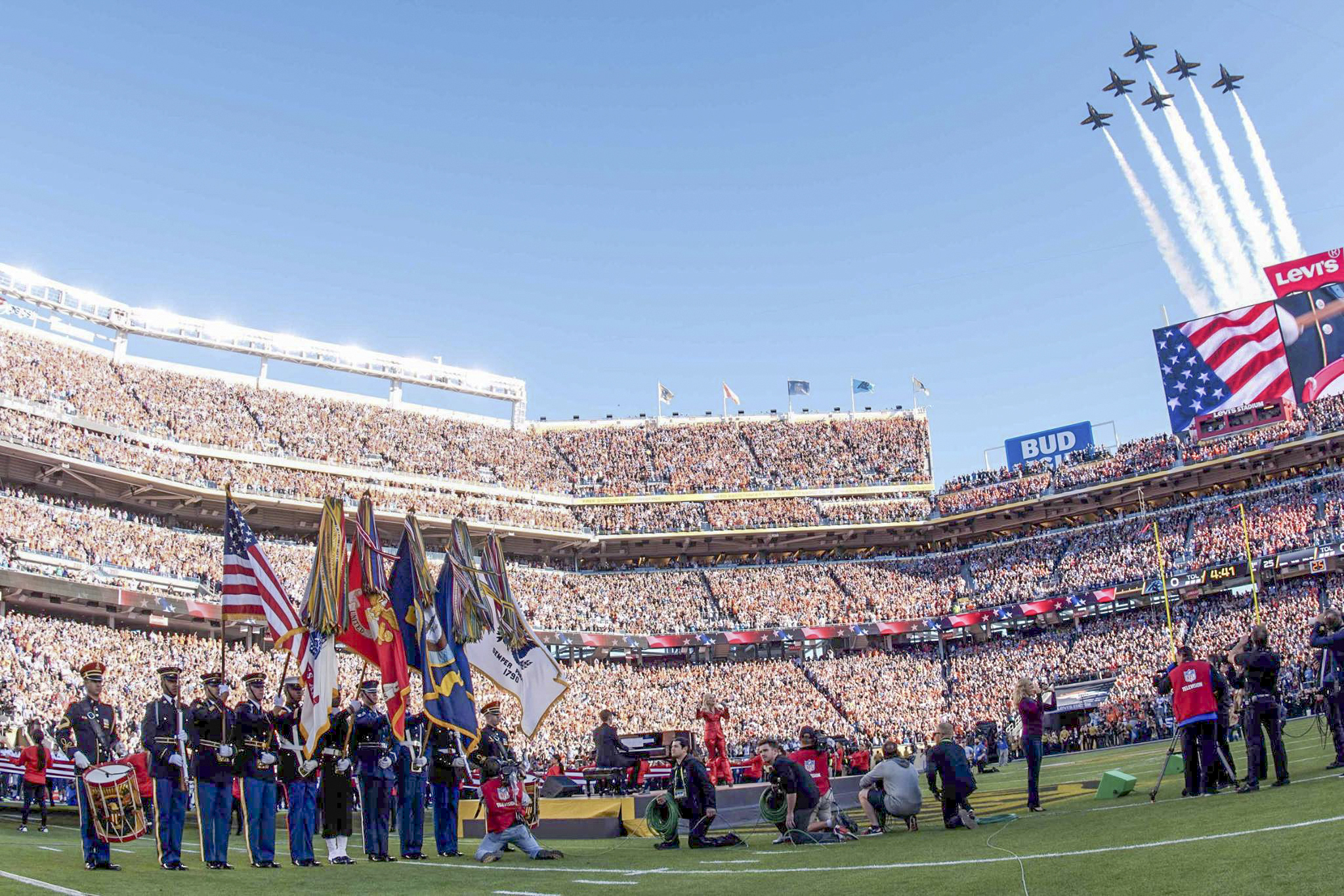
O Levi's Stadium, onde o jogo aconteceu.

O Super Bowl 50 foi a quinquagésima edição do Super Bowl da National Football League e  aconteceu em 7 fevereiro de 2016 no Levi's Stadium, em Santa Clara, Califórnia, e decidiu o campeão da temporada de 2015 da NFL. Os times na disputa foram o campeão da AFC, o Denver Broncos, e o da NFC, o Carolina Panthers. A cidade-sede e o estádio foram anunciados em 2013, juntamente com o anúncio da cidade-sede e estádio do Super Bowl LI. Foi também o primeiro Super Bowl na Califórnia desde o Super Bowl XXXVII.
Após debates internos, a NFL decidiu não utilizar a numeração romana ("Super Bowl L") para este Super Bowl, devido às dificuldades gráficas no desenvolvimento de uma logomarca visualmente atraente com a letra "L". Assim, esta edição utilizará numeração arábica. O uso da numeração romana voltará a partir do Super Bowl LI. De acordo com Jaime Weston, o vice-presidente de marcas e criação da liga, o principal motivo para a mudança foi a dificuldade de desenvolver uma logomarca para o jogo. A NFL utiliza o mesmo padrão gráfico para o desenvolvimento para as logos desde o Super Bowl XLV, porém apenas a letra "L" não ficava esteticamente atraente. Além desta mudança, o número arábico "50" representou com algarismos dourados atrás do Vince Lombardi Trophy, ao invés de utilizar números prateados abaixo do troféu.
Os Panthers terminaram a temporada regular com quinze vitórias e apenas uma derrota, com o melhor ataque da liga e com o quarterback Cam Newton sendo nomeado como o Jogador Mais Valioso (MVP) da NFL. Eles derrotaram o Arizona Cardinals por 49 a 15 na NFC Championship Game e avançaram para o segundo Super Bowl na história da franquia fundada em 1995. Os Broncos encerraram o ano com doze vitórias e quatro derrotas, com uma das melhores defesas da liga. Denver derrotou o então campeão do Super Bowl, o New England Patriots, por 20 a 18 no AFC Championship Game, se juntando aos Patriots, Dallas Cowboys e o Pittsburgh Steelers como uma das quatro equipes que fizeram oito aparições no Super Bowl - até então um recorde de mais aparições na final. Este recorde seria posterioremente quebrado no ano seguitne, em 2017, quando os Patriotsavançaram para o seu nono Super Bowl (o LI). Isso marcou a quarta vez na história que o Super Bowl foi disputado entre o time de melhor ataque e o time de melhor defesa.
Em um dos confrontos mais defensivos da história do Super Bowl, os Broncos assumiram uma vantagem inicial e não a perderiam no decorrer da partida. Denver acabou sackando Newton sete vezes e forçou quatro turnovers ao ataque dos Panthers. Carolina, por outro lado, também manteve a pressão no quarterback adversário, conseguindo cinco sacks e forçando dois turnovers. O linebacker de Denver, Von Miller, foi nomeado como MVP do Super Bowl. Este jogo acabou sendo o último da carreira de Peyton Manning; o quarterback dos Broncos, que já tinha vencido um Super Bowl nove anos antes, anunciou sua aposentadoria em 2016.
A atração principal no show do intervalo foi a banda britânica Coldplay contando com a participação da cantora Beyoncé e também Bruno Mars e Mark Ronson. Conforme os contratos de transmissão dos direitos entre a NFL e as emissoras NBC, Fox e CBS, esta edição foi televisionada por esta última. Continua sendo, até os dias atuais, o programa de maior audiência da história da CBS, com uma média de 111,9 milhões de espectadores.

## Resumo das pontuações
| 1.º Quarto |        |
| DE - field goal de 34 jardas de Brandon McManus, 10:43                                                        | DE 3-0 |
| DE - fumble recuperado na endzone por Malik Jackson para touchdown, 6:27                                      | 10-0   |
| 2.º Quarto |        |
| CAR – touchdown de corrida de 1 jarda por Jonathan Stewart (ponto extra bem sucedido, por Graham Gano), 11:25 | 10–7   |
| DE - field goal de 34 jardas de Brandon McManus, 6:58                                                         | 13–7   |
| 3.º Quarto |        |
| DE - field goal de 30 jardas de Brandon McManus, 8:18                                                         | 16–7   |
| 4.º Quarto |        |
| CAR - field goal de 39 jardas de Graham Gano, 10:21                                                           | 16–10  |
| DE – touchdown de corrida de 2 jardas por C. J. Anderson (conversão de dois pontos bem sucedida), 3:08        | 24–10  |
| Final: Denver Broncos 24 x 10 Carolina Panthers                                                               |        |